# Buerak
 (janvier 2024).
La mise en forme du texte ne suit pas les recommandations de Wikipédia : il faut le « wikifier ».
Les points d'amélioration suivants sont les cas les plus fréquents :
- Les titres sont pré-formatés par le logiciel. Ils ne sont ni en capitales, ni en gras.
- Le texte ne doit pas être écrit en capitales (les noms de famille non plus), ni en gras, ni en italique, ni en « petit »…
- Le gras n'est utilisé que pour surligner le titre de l'article dans l'introduction, une seule fois.
- L'italique est rarement utilisé : mots en langue étrangère, titres d'œuvres, noms de bateaux, etc.
- Les citations ne sont pas en italique mais en corps de texte normal. Elles sont entourées par des guillemets français : « et ».
- Les listes à puces sont à éviter, des paragraphes rédigés étant largement préférés. Les tableaux sont à réserver à la présentation de données structurées (résultats, etc.).
- Les appels de note de bas de page (petits chiffres en exposant, introduits par l'outil «  Source ») sont à placer entre la fin de phrase et le point final[comme ça].
- Les liens internes (vers d'autres articles de Wikipédia) sont à choisir avec parcimonie. Créez des liens vers des articles approfondissant le sujet. Les termes génériques sans rapport avec le sujet sont à éviter, ainsi que les répétitions de liens vers un même terme.
- Les liens externes sont à placer uniquement dans une section « Liens externes », à la fin de l'article. Ces liens sont à choisir avec parcimonie suivant les règles définies. Si un lien sert de source à l'article, son insertion dans le texte est à faire par les notes de bas de page.
- La présentation des références doit suivre les conventions bibliographiques. Il est recommandé d'utiliser les modèles {{Ouvrage}}, {{Chapitre}}, {{Article}}, {{Lien web}} et/ou {{Bibliographie}}. Le mode d'édition visuel peut mettre en forme automatiquement les références.
- Insérer une infobox (cadre d'informations à droite) n'est pas obligatoire pour parachever la mise en page.

Pour une aide détaillée, merci de consulter Aide:Wikification.
Si vous pensez que ces points ont été résolus, vous pouvez retirer ce bandeau et améliorer la mise en forme d'un autre article.
Buerak (russe : Буерак) est un groupe post-punk de Novossibirsk, en Russie. Le groupe a été fondé en 2014 par Artyom Cherepanov et Alexandr Makeyev. Selon le magazine Afisha, Buerak est l'un des principaux groupes de la «nouvelle vague russe».

## Histoire
Le chanteur et bassiste Artyom Cherepanov et le guitariste Alexandr Makeyev ont fondé Buerak à Novossibirsk en 2014.
En 2017, les musiciens du groupe ont accusé leur ancien tour manager Stepan Kazaryan de fraude.

## Discographie

### Albums studio
- 2016 - Танцы По Расчёту
- 2017 - Скромные Апартаменты
- 2018 - Репост Модерн
- 2019 - Шоу-бизнес
- 2020 - Компактные откровения

### Extended plays
- 2014 - Преступность / Крестьянство
- 2015 - Пролетариат
- 2016 - Корни
- 2019 - Готика
- 2019 - Китайский Квартал
- 2019 - ENVOYER NUDES
- 2020 - Среди них ты
- 2020 - Не Станет Хитом

### Simple
- 2014 - Портреты
- 2014 - Полны любви
- 2015 - Двойник
- 2015 - Формы
- 2015 - Зимние песни
- 2016 - Страсть к курению
- 2016 - Влюбленный Альфонс
- 2017 - Усталость от безделья
- 2017 - Летние дворы
- 2018 - Друг
- 2018 - Собутыльник
- 2018 - Бесплатный вход
- 2018 - Неважно
- 2019 - Дурачок
- 2019 - Сотка (В кармане зимней куртки)
- 2019 - Боль
- 2020 - Лузер блюз

## Clips vidéos
- 2016 - Шаги
- 2017 - Усталость от безделья
- 2017 - Упал
- 2017 - Страсть к курению
- 2017 - Летние дворы
- 2017 - Твоя фигура
- 2018 - Тупой
- 2018 - Нет любви
- 2019 - На старых сидениях кинотеатра